# Schwerzkoer Mühle

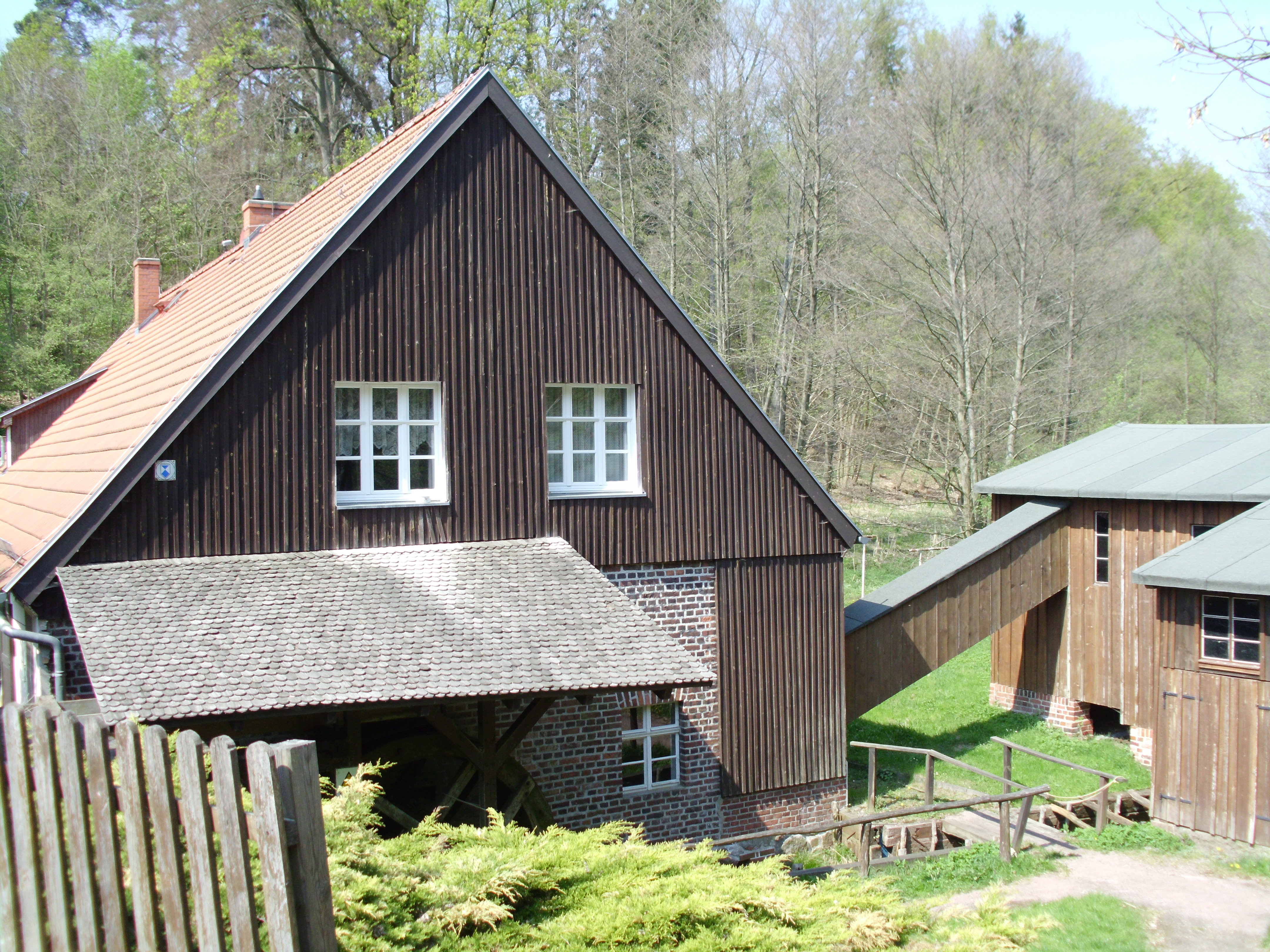
Schwerzkoer Mühle in Neuzelle

Die Schwerzkoer Mühle ist die letzte funktionstüchtige Mühle im Dorchetal. Sie befindet sich im namensgebenden Ortsteil Schwerzko der Gemeinde Neuzelle, die wiederum im Südosten Brandenburgs im Landkreis Oder-Spree liegt. Die Mühle wurde 1420 erstmals urkundlich erwähnt und steht heute unter Denkmalschutz.

## Geschichte
Von 1420 an wurde an der Dorche mit Hilfe der Wassermühle rund fünfhundert Jahre lang Korn gemahlen. Das Wasserrad wies zuletzt einen Durchmesser von rund 3,2 m bei einer Breite von rund 1,5 m auf. Um 1900 wurde ein Sägewerk mit einem Horizontalgatter installiert, welches 1945 auf einen elektrischen Antrieb umgerüstet wurde. Der Mahlbetrieb wurde 1920 eingestellt, das Sägewerk bis in die 1980er Jahre nebengewerblich genutzt. Anschließend erfolgte eine umfangreiche Restauration der Mühle sowie des Sägegatters, die 1999 abgeschlossen wurde. Dabei wurde das oberschlächtige Wasserrad neu erbaut. Heute wird das Gebäude für Schauvorführungen, etwa anlässlich des Deutschen Mühlentages genutzt. Daneben gibt es ein kleines Museum sowie eine Ausflugsgaststätte mit einem Ladengeschäft. Deren Betreiber erhielten 2010 für ihr Engagement den Bürgerpreis für Denkmalpflege.